# Westerwälder Seen

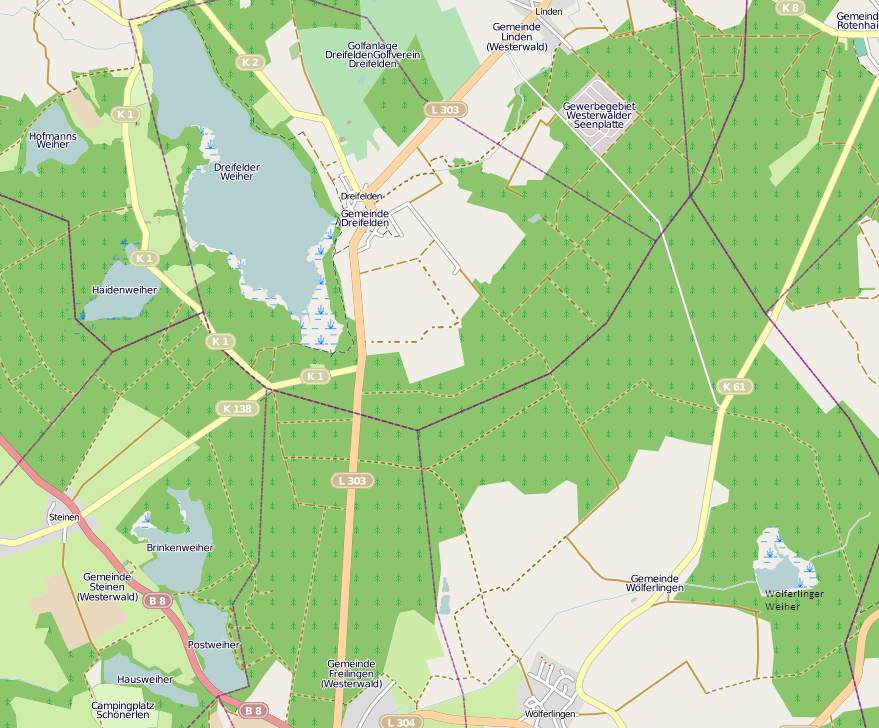
Karte der Westerwälder Seenplatte

Die Westerwälder Seen sind sieben Stauseen auf der Westerwälder Seenplatte im Mittelgebirge Westerwald (Rheinland-Pfalz), die wegen ihrer geringen Tiefe meist als Weiher oder Teich bezeichnet werden. Sie liegen innerhalb des Städtevierecks Hachenburg, Westerburg, Montabaur und Dierdorf. Seit 2019 sind die sieben Weiher sowie Uferwälder mit einer Gesamtfläche von 228 Hektar im Besitz der NABU-Stiftung Nationales Naturerbe.

## Geographie
Die Westerwälder Seenplatte ist eine wellige Hochfläche, die im Norden an den Bergköpfen des Hachenburger Walds beginnt und im Süden bis zum Tal des Saynbachs reicht. Als besondere naturräumliche Einheit des Oberwesterwalds schließt sie diesen im Westen ab, wo das Herschbach-Dierdorfer Becken die Grenze zwischen Hoch- und Niederwesterwald markiert.
Der Aufstieg des Gebirges aus dem Becken wirkt fast wie eine Mauer, in die allein der junge Saynbach eine tiefe Kerbe gegraben hat. Das Gebiet selbst liegt auf einer Höhe von 400 bis 420 m. Das Terrain steigt außerhalb im Hachenburger Forst am Glietzebeul auf 494 m an und fällt im Sayntal bei Zürbach auf 340 m ab.
Die Seengruppe auf gut 400 m Höhe umfasst sieben Stillgewässer von geringer Tiefe und sehr unterschiedlicher Größe
Bei Dreifelden und Steinebach breiten sich der Dreifelder Weiher, der Haidenweiher und der Hofmannsweiher aus. Der Dreifelder Weiher wird von der Wied gespeist, der Hofmannsweiher von seinem linken Quellzufluss Fehlchesbach, der Haidenweiher oberflächlich aus der Mertinger Heide, er ist durch einen Ablaufgraben mit dem Dreifelder Weiher verbunden.
Bei Freilingen und Steinen erstrecken sich der Brinkenweiher, der Postweiher und der Hausweiher. Sie wurden durch Stauung des Holzbachs geschaffen, der später bei Döttesfeld von links in die Wied mündet.
Etwa 3 km östlich der Freilinger Gruppe liegt nordöstlich des gleichnamigen Ortes der Wölferlinger Weiher. Er empfängt sein Wasser vom Saynbach und ist zu einem großen Teil verlandet.

Tabellarische Übersicht
| Name                               | Fläche (Hektar) | Gruppe            | Gemarkung    | Speisung durch | Bilder              |
| ---------------------------------- | --------------- | ----------------- | ------------ | -------------- | ------------------- |
| Dreifelder Weiher (auch Seeweiher) | 123,0           | Dreifelder Gruppe | Dreifelden   | Wied           | Dreifelder Weiher   |
| Haidenweiher                       | 28,8            | Dreifelder Gruppe | Steinebach   | Wied           | Haidenweiher        |
| Brinkenweiher                      | 21,4            | Freilinger Gruppe | Steinen      | Holzbach       | Brinkenweiher       |
| Hofmannsweiher                     | 16,3            | Dreifelder Gruppe | Steinebach   | Fehlchesbach   | Hofmannsweiher      |
| Postweiher                         | 13,3            | Freilinger Gruppe | Steinen      | Holzbach       | Postweiher          |
| Hausweiher                         | 9,6             | Freilinger Gruppe | Steinen      | Holzbach       | Hausweiher          |
| Wölferlinger Weiher                | 1,0             | –                 | Wölferlingen | Saynbach       | Wölferlinger Weiher |

## Geschichte
- Historischer Kilometerstein (Kreisstraße 61)

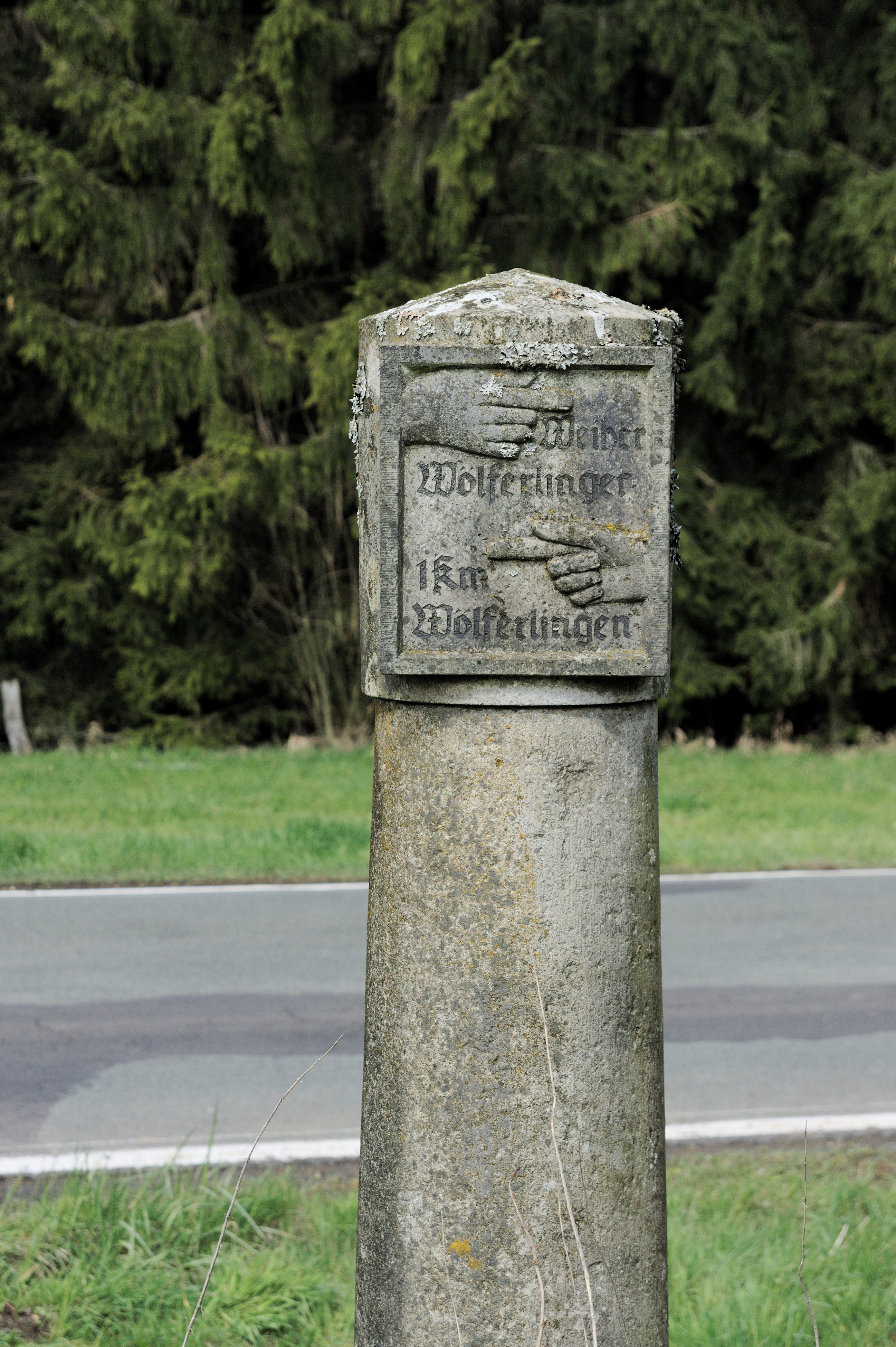
Historischer Kilometerstein (Kreisstraße 61)

Alle sieben Teiche sind Menschenwerk. In ihrer heutigen Gestalt wurden sie im 17. Jahrhundert angelegt und dienten anfangs der Fischzucht. Die Weiher der Dreifelder Gruppe stehen untereinander durch Kanäle in Verbindung, ebenso diejenigen der Freilinger Gruppe.
Wie Unterlagen aus dem 12. Jahrhundert belegen, betrieben Mönche aus Klöstern der Region bereits damals intensiv Fischzucht. Sie legten in einem Sumpfgebiet die ersten Großteiche an, so auch den Seeweiher. Um 1650 ließ Graf Friedrich von Wied (1618–1698) bereits vorhandene Teiche vergrößern und neue anlegen. So entstanden die sieben großen Fischteiche mit einer Gesamtwasserfläche von über 1000 Morgen. Das jährliche Ablassen des Wassers und der damit verbundene Fischzug im Herbst war über viele Jahre ein regionales Ereignis.
Nachdem das Fürstentum Wied 350 Jahre lang Besitzer der Westerwälder Seenplatte war, verkaufte es die sieben Seen im November 2019 an die NABU-Stiftung Nationales Naturerbe. In Kooperation mit dem Land Rheinland-Pfalz engagiert sich die NABU-Stiftung seither für den dauerhaften Erhalt der Seenlandschaft und will „die Gewässer als wertvollen Lebensraum für die hier lebenden Tiere und Pflanzen erhalten“ sowie „die Menschen und Besucher der Region in den Schutz der Natur“ einbinden.

## Naturschutz
Ein Großteil der Seenplatte ist als Fauna-Flora-Habitat sowie als Europäisches Vogelschutzgebiet ausgewiesen. Der Brinkenweiher, der Haidenweiher, der Wölferlinger Weiher und die südlichen Teile des Dreifelder Weihers sind mittlerweile zum Naturschutzgebiet erklärt worden. Hier finden sich zahlreiche Wat- und Wasservögel, die auf dem Vogelzug Rast halten oder auch Brutvögel sind.

„Mit ihren Freiwasser- und flachen Uferzonen, Röhricht- und Seggenbeständen sowie den angrenzenden Bruchwäldern und Grünländereien bietet die alte Teichlandschaft nicht nur Wasservögeln wie Zwergtaucher und Rothalstaucher, Reiherente und Tafelente, Wasserralle und Teichrohrsänger ein Zuhause. Auch Schwarzstorch, Fischadler und Silberreiher schätzen das reiche Nahrungsangebot der Weiher. Bei Absenken der Wasserstände entstehen große Schlammflächen, die wertvolle Rastflächen für ziehende Watvögel wie Alpenstrandläufer, Bekassine und Flussregenpfeifer sind. In den Wäldern der Westerwälder Seenplatte brüten schützenswerte Arten wie Raufußkauz, Waldschnepfe und Turteltaube.“

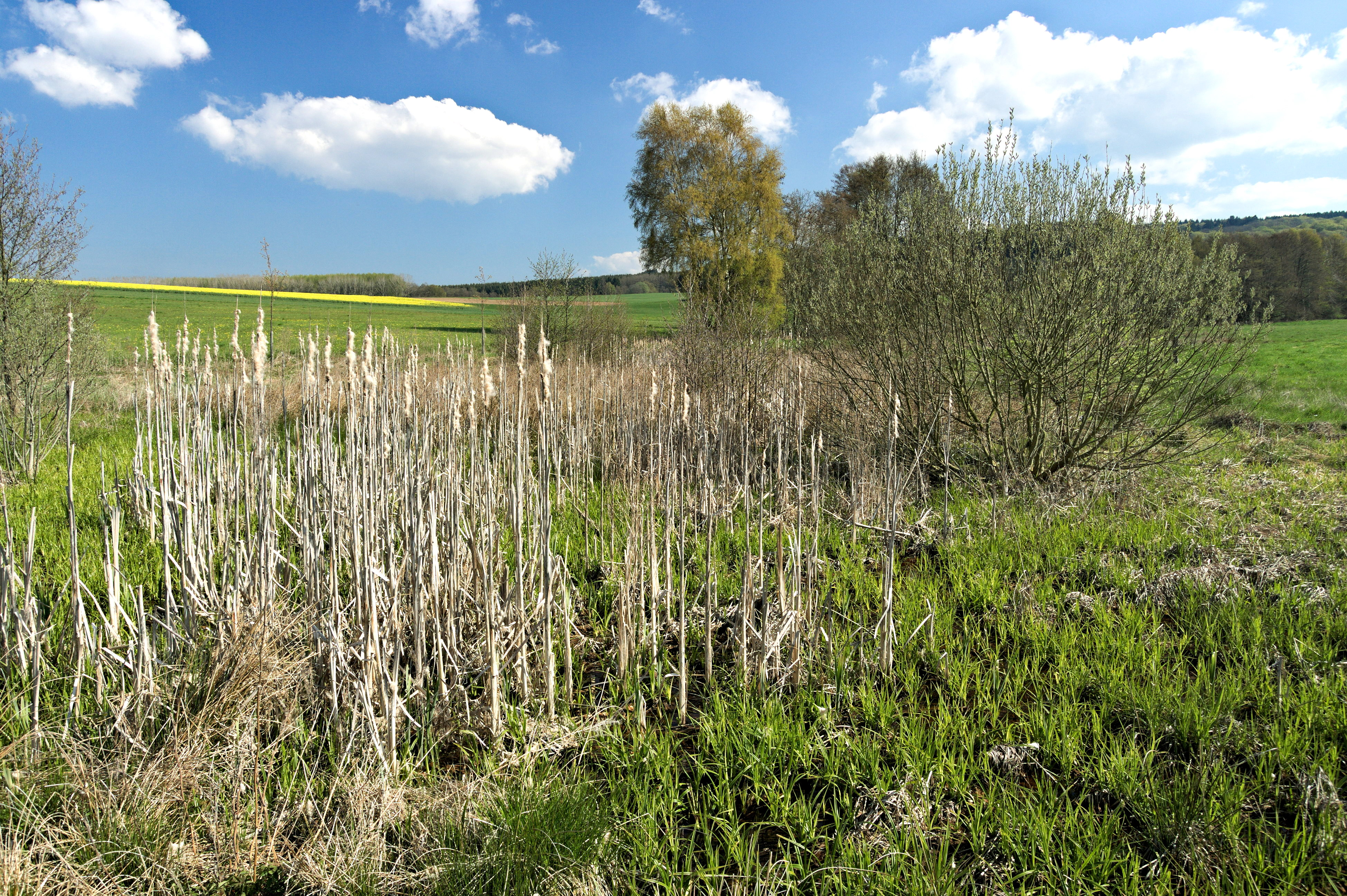
Niederungsvegetation im Landschaftsschutzgebiet
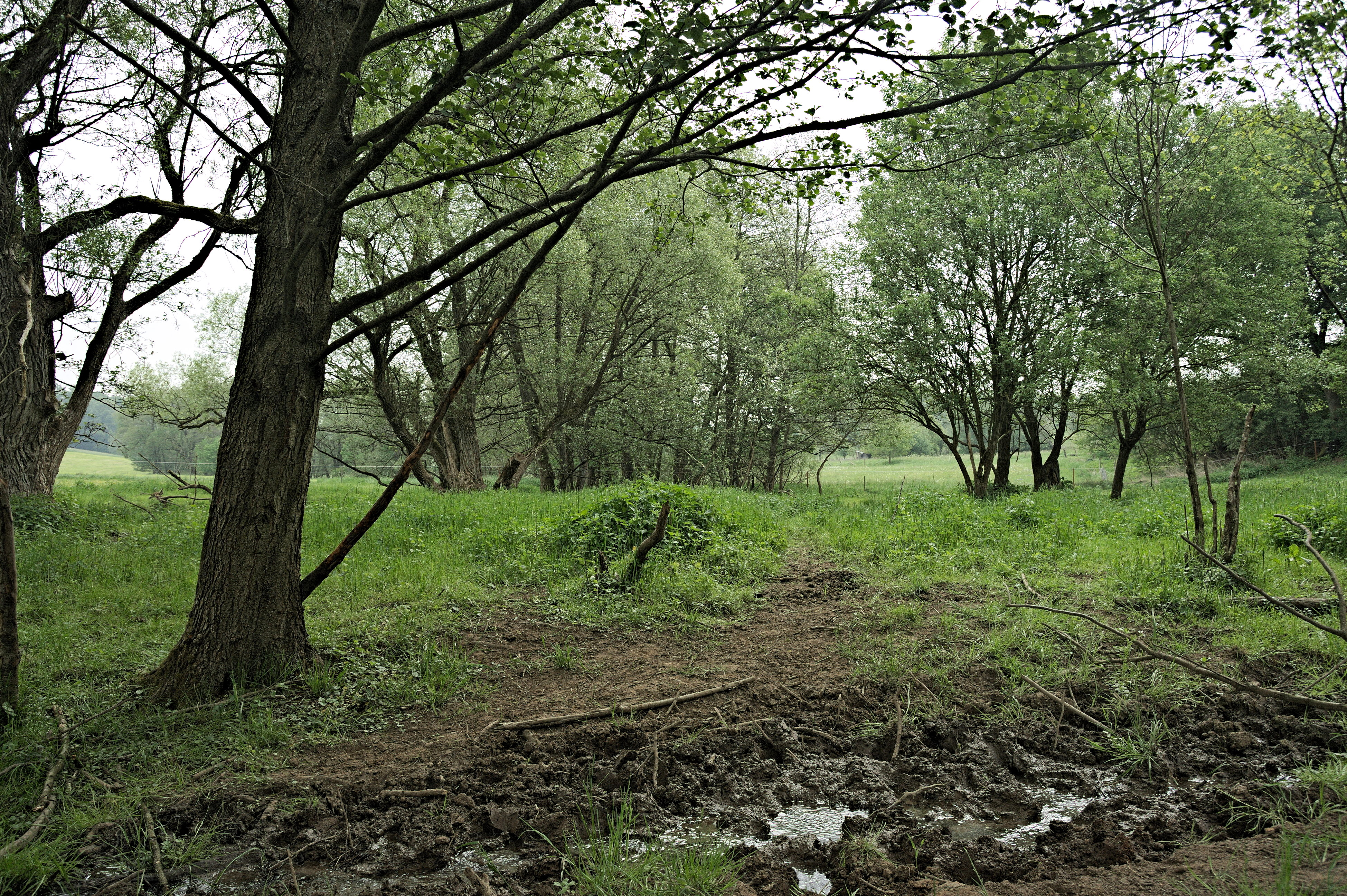
Landschaftsschutzgebiet am Saynbach
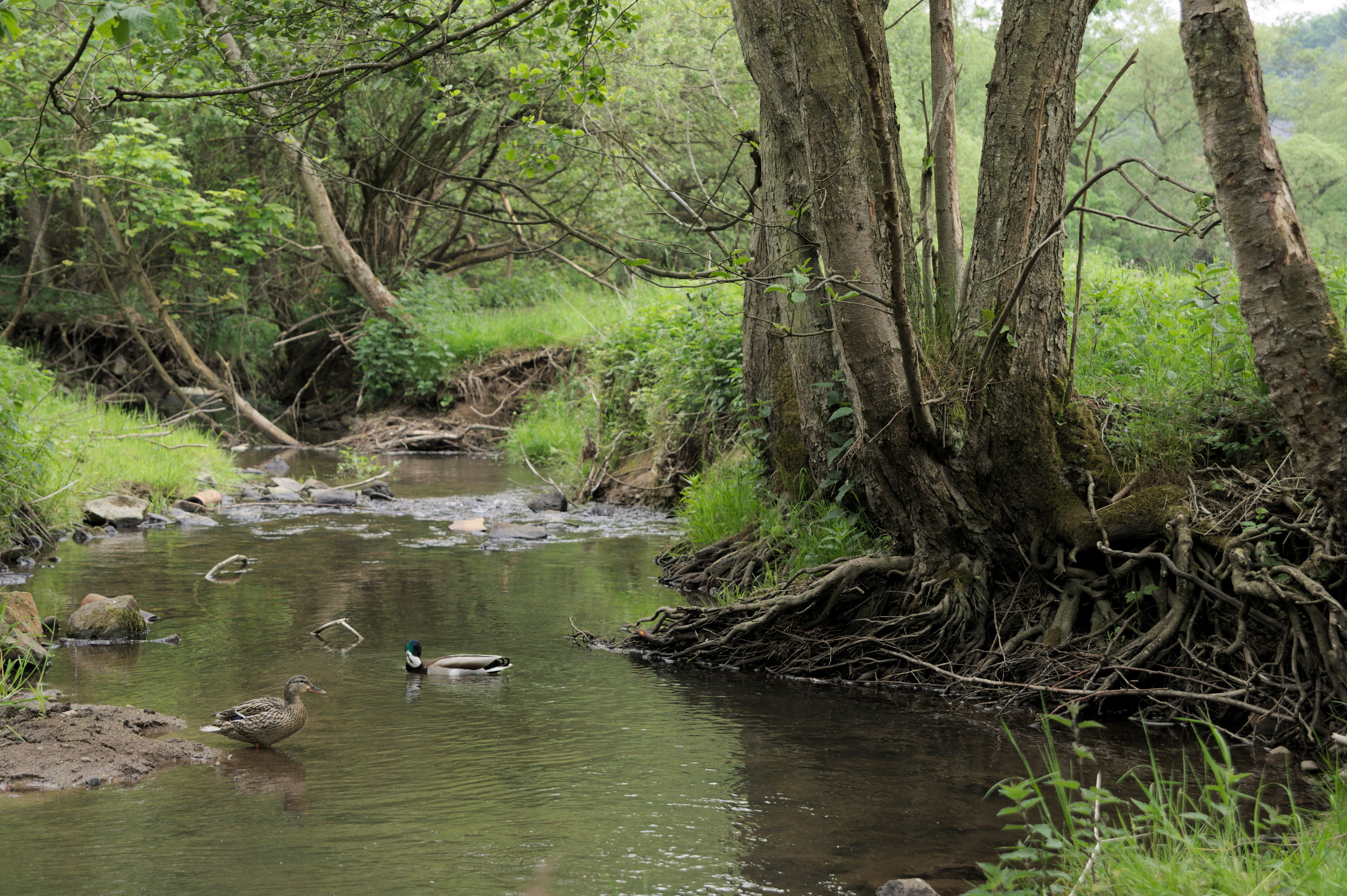
Saynbach am Südrand des Landschaftsschutzgebietes

## Tourismus
An den Seen gibt es mehrere Campingplätze. Als touristische Attraktion gilt der 32 km lange Sieben-Weiher-Weg, der an den sieben Seen entlangführt. Er ist durch eine blaue Sieben und blaue Wellenlinien gekennzeichnet. Die Markierungen sind größtenteils an Pfosten und Bäumen aufgeklebt bzw. aufgemalt. Als Startpunkt kann der Campingplatz am Dreifelder Weiher dienen. Über Steinebach, vorbei am Hofmanns- und am Haidenweiher, führt der Weg nach Hartenfels. Zwischen dem Haus-, Brinken- und Postweiher hindurch geht der Weg weiter nach Freilingen, von dort nach Wölferlingen und zum dortigen Wölferlinger Weiher. Bei Dreifelden führt der Weg am Dreifelder Weiher entlang zum Ausgangspunkt zurück.